# Arthur R. Gould

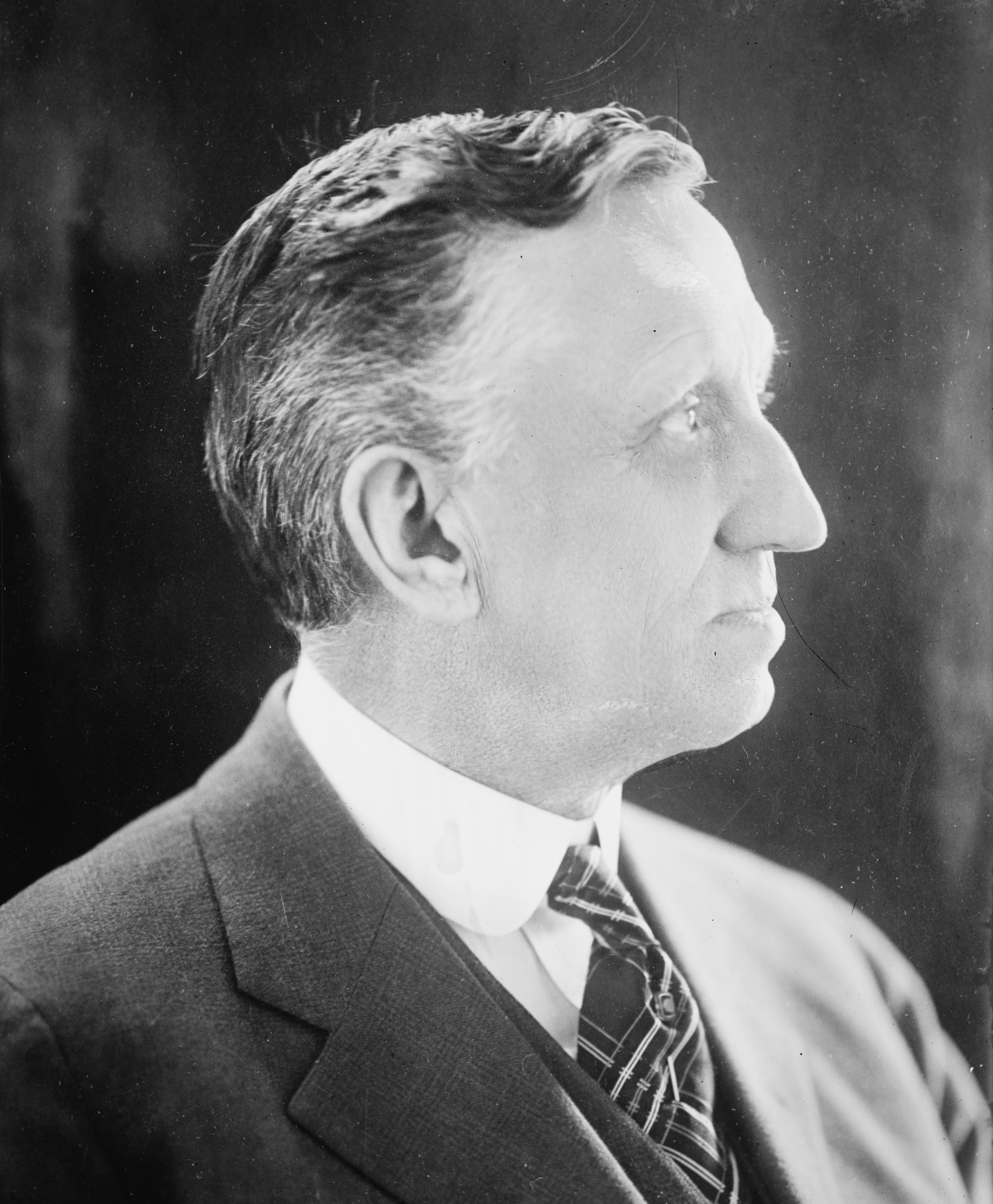
Arthur Robinson Gould

Arthur Robinson Gould, född 16 mars 1857 i Corinth, Maine, död 24 juli 1946 i Presque Isle, Maine, var en amerikansk republikansk politiker. Han representerade delstaten Maine i USA:s senat 1926–1931.
Gould flyttade år 1887 till staden Presque Isle i Aroostook County. Han var verksam inom timmer-, energi- och järnvägsbranscherna. Gould tillträdde 1902 som verkställande direktör för järnvägsbolaget Aroostook Valley Railroad Company.
Senator Bert M. Fernald avled 1926 i ämbetet och efterträddes av Gould. Han efterträddes i sin tur år 1931 av Wallace H. White.
Gould avled 1946 och gravsattes på Mount Hope Cemetery i Bangor, Maine.